# Hệ thống các giải bóng đá Nhật Bản
Hệ thống các giải đấu bóng đá Nhật Bản được tổ chức theo hình dạng kim tự tháp tương tự như hệ thống giải đấu bóng đá ở nhiều quốc gia khác trên thế giới. Các giải đấu được ràng buộc bởi các nguyên tắc lên hạng và xuống hạng; Tuy nhiên, có những tiêu chí khắt khe về việc lên hạng từ JFL lên J3, yêu cầu một câu lạc bộ được hỗ trợ bởi chính các thị trấn bao gồm cả chính quyền địa phương, cộng đồng người hâm mộ và các nhà tài trợ của công ty chứ không phải là của một công ty mẹ hay một tập đoàn.

## Tổng quan
Ba hạng đấu cao nhất của bóng đá Nhật Bản được quản lý và điều hành bởi J. League, bao gồm J1 League, J2 League, và J3 League. Tất cả các câu lạc bộ tại J. League đều là các câu lạc bộ chuyên nghiệp.
Hạng đấu thứ tư, Japan Football League (JFL) là một giải đấu bán chuyên bao gồm các câu lạc bộ nghiệp dư, chuyên nghiệp và các câu lạc bộ doanh nghiệp đến từ khắp Nhật Bản.
Ở hạng năm và sáu, 9 giải bóng đá vùng được điều hành bởi 9 liên đoàn bóng đá khu vực khác nhau.
Đối với dưới hạng bảy các giải tỉnh được tổ chức bởi 46 liên đoàn bóng đá tỉnh.
| Hạng | Giải đấu |
| ---- | --- |
| I    | J1 League (J1) 20 câu lạc bộ |
| II   | J2 League (J2) 20 câu lạc bộ |
| III  | J3 League (J3) 20 câu lạc bộ |
| IV   | Japan Football League (JFL) 16 câu lạc bộ |
| V/VI | 9 Các giải khu vực 130 câu lạc bộ (2025) Hokkaido (8 câu lạc bộ) Tohoku Hạng 1 (10 câu lạc bộ) \| Tohoku Hạng 2 Bắc(8 câu lạc bộ) \| Tohoku Hạng 2 Nam(8 câu lạc bộ) Kanto Hạng 1 (10 câu lạc bộ) \| Kanto Hạng 2 (10 câu lạc bộ) Tokai Hạng 1 (8 câu lạc bộ) \| Tokai Hạng 2 (8 câu lạc bộ) Hokushin'etsu Hạng 1 (8 câu lạc bộ) \| Hokushin'etsu Hạng 2 (8 câu lạc bộ) Kansai Hạng 1 (8 câu lạc bộ) \| Kansai Hạng 2 (8 câu lạc bộ) Chugoku (10 câu lạc bộ) Shikoku (8 câu lạc bộ) Kyushu (10 câu lạc bộ) |
| VII+ | 46 Giải tỉnh & 5 giải khối khu vực cho tỉnh Hokkaido nhiều câu lạc bộ Sapporo Block \| Dōhoku (Bắc) Block \| Dōtō (Đông) Block \| Dōō (Trung) Block \| Dōnan (Nam) Block Aomori \| Iwate \| Miyagi \| Akita \| Yamagata \| Fukushima Ibaraki \| Tochigi \| Gunma \| Saitama \| Chiba \| Tokyo \| Kanagawa Gifu \| Shizuoka \| Aichi \| Mie Niigata \| Toyama \| Ishikawa \| Fukui \| Yamanashi \| Nagano Shiga \| Kyoto \| Osaka \| Hyogo \| Nara \| Wakayama Tottori \| Shimane \| Okayama \| Hiroshima \| Yamaguchi Tokushima \| Kagawa \| Ehime \| Kochi Fukuoka \| Saga \| Nagasaki \| Kumamoto \| Ōita \| Miyazaki \| Kagoshima \| Okinawa |

## Cấu trúc

### Hạng I, II & III: J. League
J. League quản lý ba giải đấu cao nhất của bóng đá Nhật Bản với 60 câu lạc bộ, đều là chuyên nghiệp và được chia làm ba hạng đấu, J1 League (J1), J2 League (J2) và J3 League (J3). Hai mươi (20) câu lạc bộ thi đấu tại J1, giải đấu cao nhất và có thể giành quyền tham dự giải đấu châu Á, AFC Champions League Elite. Kể từ mùa giải 2024, cả ba hạng đấu đều có 20 câu lạc bộ.
Tất cả các câu lạc bộ tại J. League giành quyền vào thẳng Cúp Hoàng đế và không phải thi đáu vòng 1, những câu lạc bộ tại Hạng 1 cũng giành quyền thi đấu tại J. League Cup cho đến năm 2024. Trong quá khứ, những câu lạc bộ Hạng 1 bắt đầu từ vòng 4 còn các câu lạc bộ Hạng 2 bắt đầu từ vòng 3. Hiện tại, tất cả đều bắt đầu từ vòng 2 do sự mở rộng của Hạng 2, điều này khiến các câu lạc bộ chuyên nghiệp có thể bị loại bởi các đội khu vực từ sớm. Hiện nay J. League Cup quy tụ cả 60 CLB tại 3 hạng đấu J.League.

#### Hạng I: J1 League (20 câu lạc bộ)

##### Châu Á
Hiện tại, thông qua các trận đấu league, nhà vô địch J. League, á quân, và đội hạng ba giành quyền chơi tại AFC Champions League. Đội còn lại giành quyền thi đấu là đội vô địch Cúp Hoàng đế; tuy nhiên điều này có thể giúp các câu lạc bộ dưới J1 giành quyền tham dự (nếu họ có giấy phép CLB của AFC và giấy phép J1). Nếu một trong ba đội dẫn đầu giành Cúp Hoàng đế thì đội thứ 4 sẽ giành chiếc vé cuối cùng.

##### Xuống hạng (xuống J2)
Hiện tại, ba câu lạc bộ xếp cuối (xếp 18, 19 và 20) sẽ mặc định xuống J2 League.

#### Hạng II: J2 League (20 câu lạc bộ)

##### Lên hạng (lên J1)
Có 3 suất lên hạng dành cho các câu lạc bộ J2. Đội vô địch và á quân sẽ nhận chiếc vé trực tiếp còn đội từ thứ 3 tới thứ 6 sẽ chơi trận playoff để tranh chiếc vé cuối. Để được lên hạng, một câu lạc bộ có nghĩa vụ phải đáp ứng tất cả các tiêu chí cần thiết của thành viên của J1, dù vậy chưa có câu lạc bộ trong quá khứ đã bị từ chối lên hạng do không đáp ứng các yêu cầu.

##### Xuống hạng (xuống J3)
Ba câu lạc bộ xếp cuối của J2 sẽ bị xuống hạng.

#### Hạng III: J3 League (20 câu lạc bộ)
Quy định lên J2 sẽ tương đối giống với Japan Football League những mùa gần đây: để lên hạng, câu lạc bộ phải đáp ứng tiêu chuẩn của J2 và đứng trong 2 vị trí đầu. Đội U-22 J-League  sẽ không được lên hạng bất chấp kết quả chung cuộc. Đội vô địch sẽ lên hạng trực tiếp, thay cho đội ở vị trí thứ 22 J2; đội á quân sẽ đá trận playoff với đội xếp thứ 21 J2. Nếu một trong 2 đội không đủ quyền thăng hạng, trận playoff và/hoặc suất xuống hạng sẽ không diễn ra tùy thuộc vào vị trí của câu lạc bộ giành quyền lên hạng.

### Hạng IV: Japan Football League (16 câu lạc bộ)
Japan Football League (JFL) là hạng đấu thứ tư của bóng đá Nhật Bản, được xem là hạng đấu nghiệp dư cao nhất. Trước 2010, JFL được điều hành bởi Liên đoàn bóng đá Nhật Bản (JFA); từ 2010, JFL tách khỏi LDBĐ Nhật Bản và có cơ quan tổ chức riêng, bao gồm phần lớn là các câu lạc bộ nghiệp dư và đội bóng doanh nghiệp, một vài câu lạc bộ chuyên nghiệp (thành viên liên kết J. League) cũng tồn tại. Do sự hiện diện của các câu lạc bộ chuyên nghiệp, giải đấu có tình trạng bán chuyên nghiệp.
Các câu lạc bộ ở hạng này và thấp hơn tham dự Cúp Hoàng đé một cách gián tiệp; phần lớn các đội phải tham dự thông qua các giải tỉnh; câu lạc bộ JFL đứng đầu nửa đầu mùa giải mới được quyền tham dự trực tiếp. Tuy nhiên nếu họ vô địch giải tỉnh thì đội á quân tỉnh đó sẽ được thay thế

#### Lên hạng (lên J3)
Những câu lạc bộ JFL phải đáp ứng những yêu cầu sau mới được lên hạng chuyên nghiêpk.
- Là thành viên liên kết J. League
- Kết thúc ở vị trí top 4 JFL và top 2 những câu lạc bộ có quyền lên hạng
- Trung bình khán giả là 2,000.
- Trải qua vòng kiểm duyệt cuối cùng của Ủy ban chuyên nghiệp J. League

#### Xuống hạng (xuống Giải khu vực)
Số lượng các câu lạc bộ xuống hạng khác nhau từ 0 đến 3 tùy thuộc vào số lượng các câu lạc bộ thăng J3 League và/hoặc số lượng các câu lạc bộ giải thể. Tùy thuộc vào số lượng, các đội xếp thứ 15 và thứ 16 vào cuối mùa giải sẽ mặc định chuyển xuống các Giải khu vực tương ứng của họ. Các đội xếp hạng 14 có thể phải tranh lên/xuống hạng để được trụ hạng. Câu lạc bộ sẽ được chuyển xuống giải khu vực được chỉ định (tức là một câu lạc bộ từ Tokyo sẽ được chuyển xuống giải Kanto League, thậm chí là không có câu lạc bộ nào thăng hạng từ Kanto League).

### Hạng V/VI: 9 Giải khu vực Nhật Bản
Ngày nay Nhật Bản được chia thành 9 vùng khác nhau. Từ Bắc tới Nam là Hokkaido, Touhoku, Kantou, Tokai, Hokushin-etsu (Hokuriku+Shin-etsu), Kansai, Shikoku, Chugoku, và Kyushu. Mỗi khu vực sẽ có giải đấu riêng và sẽ có 9 giải đấu song song được tổ chức bởi các liên đoàn khu vực. Hokkaido, Chugoku, Shikoku, và Kyushu chỉ có một hạng đấu, các nơi khác có hai hạng. Touhoku Hạng 2 được chia thành Hạng 2 miền Bắc và Hạng 2 miền Nam. Do sự khác biệt trong cấu trúc, mỗi khu vực có quy định về việc lên xuống hạng riêng
Bên cạnh Cúp Hoàng đế, những câu lạc bộ còn tham dự Giải vô địch bóng đá toàn Nhật Bản (Shakaijin Cup), vòng loại thông qua các cúp tỉnh. Một số khu vực có giải League Cup riêng (Kanto, Kansai).

#### Lên hạng (lên JFL)
Cuối mùa, đội vô địch và một vài đội á quân từ 9 giải khu vực sẽ tham dự Vòng chung kết Giải các khu vực toàn Nhật Bản. Đội vô địch và á quân sẽ giành quyền chơi tại JFL. Đội thứ 3 có thể sẽ thi đấu trận tranh lên/xuống hạng với câu lạc bộ xếp thứ 14 JFL hoặc lên hạng trực tiếp phụ thuộc vào số đội lên J3 hay câu lạc bộ giải thể

#### Xuống hạng (xuống Giải tỉnh)
Khác nhau tùy khu vực.

### Hạng VII+: 46 Giải tỉnh & Hokkaido Blocks
Ở 9 khu vực, có 47 tỉnh.  Hokkaido được coi là một tỉnh, nên các giải ở Hokkaido không chia theo tỉnh mà chia thành 5 blocks (Bắc, Trung, Đông, Sapporo, và Nam); còn lại 46 tỉnh có các giải của tỉnh đó. Phần lớn đều có nhiều hạng đấu.

#### Lên hạng (lên Giải khu vực)
Khác nhau tùy khu vực.

#### Xuống hạng (xuống Giải thành phố)
Khác nhau tùy khu vực.